# Agamemnon
Pentru alte rezultate, verificați Agamemnon (dezambiguizare)
Agamemnon (greacă: Αγαμέμνων) a fost unul dintre cei mai importanți eroi ai Greciei mitologice (cunoscut din Iliada). El a fost fiul  și urmașul la tron al regelui Atreu din Micene și al reginei Aerope, și fratele lui Menelau.

## Primii ani
Când Atreu a fost ucis de către Egist, nepotul său, Agamemnon a fost izgonit din Micene împreună cu fratele său, Menelau. Cei doi s-au refugiat la Tyndareos, regele Spartei. Acolo s-au căsătorit cu fiicele regelui, Clitemnestra și Elena. Agamemnon a avut patru copii cu Clitemnestra: Ifigenia, Chrysothemis, Electra și Oreste.
Menelau i-a succedat lui Tyndareos în Sparta, iar Agamemnon cu ajutorul fratelui său și-a recăpătat tronul și s-a înapoiat la Micene, alungându-l pe Egist și pe tatăl său Tieste. El l-a sfătuit pe Menelau atunci când s-a căsătorit cu Elena ca să ceară celorlalți pețitori să-i jure că nu-l vor ataca.

## Războiul troian

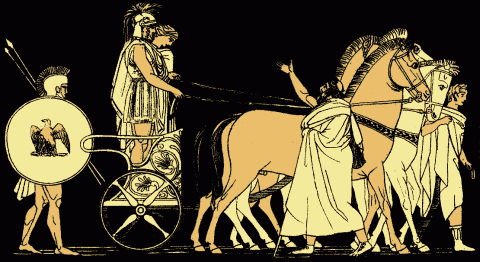
Întoarcerea lui Agamemnon acasă

Atunci când Elena a fost răpită de către Paris, Menelau i-a cerut ajutor fratelui său, care a strâns atât pe foștii pețitori ai Elenei, cât și pe alți eroi dornici de aventură.
Prima dată, grecii, care se strânseră în portul Aulida, porniră pe mare și ajunseră în Mysia, la sud de Troada. Acolo, crezând că au ajuns în Troia, i-au masacrat  pe mysieni iar când au înțeles că s-au luptat cu amici, s-au reîntors în Aulida. Dar de acolo nu mai suflă vânt prielnic, pentru că Agamemnon ucisese căprioara sacră a zeiței Artemis și astfel a stârnit furia zeiței pe greci. Pentru a-și urni flota imobilizată de vânturi potrivnice, un oracol i-a cerut să-și sacrifice fiica, pe Ifigenia. După un lung timp de gândire, în care grecii dădăeau semne că s-ar putea răscula, Agamemnon și-a dus cu greu fiica la altar, dar acesta nu a fost ucisă ci a fost luată de Artemis și dusă în Taurida (Crimeea). În felul acesta grecii au putut ajunge pe țărmurile Troiei, iar Agamemnon a fost ales conducător.
În timpul războiului troian, Agamemnon a intrat în conflict cu Ahile pentru sclava Briseis, pe care o luase în schimbul unei alte sclave, Chryseis - fiica preotului lui Apollo, Chryses. Ahile, supărat că i-a fost luată sclava preferată, nu a mai vrut să lupte, iar grecii au suferit numeroase înfrângeri. Numai după ce prietenul său Patrocle a fost ucis de Hector - conducătorul oștenilor troieni - Ahile reintră în luptă și se împăcă cu Agamemnon.

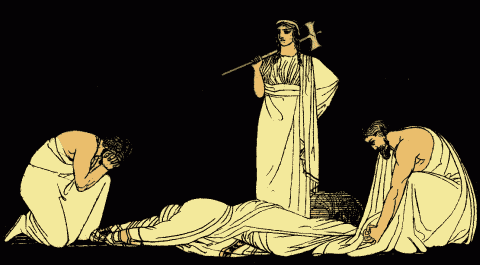
Moartea lui Agamemnon, o ilustrație de Alfred Church din 1879

Agamemnon a condus pe grecii care au rămas pe corăbii în timpul în care Calul troian a fost dus în Troia. După distrugerea Troiei, lui Agamemnon i-a revenit, printre altele, drept pradă de război Cassandra, fiica lui Priam, preoteasă a lui Apollo, care i-a prezis că va fi ucis de către soția lui, Clitemnestra, dar Agamemnon nu a crezut-o.

## Întoarcerea lui Agamemnon acasă și asasinarea sa
Când Agamemnon s-a înapoiat acasă, la Micene, el a fost primit cu bucurie de popor dar nu și de soția sa, Clitemnestra, care împreună cu amantul acesteia, Egist (același care l-a ucis pe Atreu), l-a asasinat pe Agamemnon și pe susținătorii săi, devenind asfel regină împreună cu Egist. Mai târziu, fiul lui Agamemnon, Oreste, împreună cu prietenul să Pylade și sora sa Electra, l-a răzbunat pe tatăl său, ucigându-și mama și pe amantul ei,Egist si al ei fiu Cataront